# Walter Fuchs
Walter Fuchs, född 20 mars 1914 i Adolf Fredriks församling i Stockholm, död 15 september 1993 i Lidingö församling, var en svensk PR-man.

## Biografi
Walter Fuchs var son till grosshandlaren Moses Fuchs och Ester Radschewitz samt bror till företagsledaren Albert Fuchs. Han gick på Tekniska skolan 1932 och målarskola i Paris.
Fuchs var exploateringschef vid MGM 1937–1944, reklamchef vid Vasateatern i Stockholm från 1953, VD och ägare av FX Attractions Ltd AB från 1959. Han var generalkommissarie för invigningen av Oxelösunds järnverk 1961. Han ansvarade för de svenska lanseringarna av flera utländska filmer, bland annat Borta med vinden, Ninotchka, West Side Story och Doktor Zjivago.
Walter Fuchs var 1939–1950 gift med Maude Fuchs, född Lönnqvist (1914–2009), med vilken han fick två döttrar, däribland Marie-Louise Ekman. I en relation med Helvi Sjögren, född Korte (1920–2004), fick han en son 1948. Åren 1962–1974 var han gift med Monica Törnqvist (1932–2022), dotter till konstnären Wilhelm Törnqvist, och fick med henne fyra döttrar, födda mellan 1959 och 1970. Från 1974 till sin död var han gift med Lena Nilsson (född 1950), med vilken han fick en dotter 1978.